# Deportes Magallanes

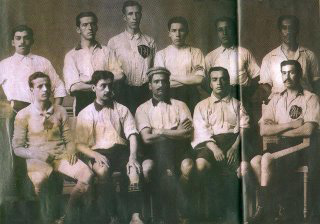
Magallanes in 1910

Deportes Magallanes is een Chileense voetbalclub uit San Bernardo, een voorstad van de hoofdstad Santiago. Ze werd opgericht op 27 oktober 1897 als Atlético Escuela Normal FC. De club werd 4 keer landskampioen, allemaal in de beginjaren van de competitie. Intussen is de club veel van zijn pluimen verloren en speelt ze al enkele jaren in de 2de klasse. De club speelde in totaal 49 jaar in de hoogste klasse.

## Geschiedenis

### Hoogtijdagen
De club werd in 1933 de allereerste Chileense landskampioen, dit gebeurde onder leiding van coach Arturo Torres na een testwedstrijd tegen Colo-Colo dat evenveel punten telde. Ook de volgende twee seizoenen wist de club de titel binnen te halen, telkens met enkele punten voorsprong op Audax Italiano. Dan moest de club twee seizoenen Audax en Colo-Colo voor laten gaan maar in 1938 bewees de club opnieuw dat het de sterkste van het land was, wat niemand op dat moment kon weten was dat het de laatste keer zou zijn. De volgende seizoenen speelde de club in de middenmoot en maakte in 1942 nog kans op de titel maar eindigde op één punt van kampioen Santiago Morning. Het volgende seizoen werd de club ook vicekampioen maar moest toen deze eer delen met Colo-Colo. De eerste helft van de jaren veertig deed de club het nog vrij behoorlijk maar naar het einde toe werden enkel nog middenmootplaatsen behaald. Een nieuwe top 5 notering werd pas in 1956 opnieuw gehaald. In 1958 werd de club dan laatste maar degradeerde niet omdat degradatie toen werd bepaald op een gemiddelde van drie jaar en Green Cross werd zo de pineut. Dit systeem deed Magallenes zelf de das om in 1960, hoewel de club in de volgende seizoenen na de laatste plaats zevende en negende was (op veertien) degradeerde de club vanwege het slechte gemiddelde over drie seizoenen bekeken.

### Langzaam verval
De afwezigheid in de hoogste klasse werd tot één seizoen beperkt en na enkele goede middenmootplaatsen werd in 1966 de zesde plaats bereikt. Een jaar later deed de club het zelfs nog beter door vijfde te eindigen. Deze twee plaatsen werden herhaald in 1973 en 1974. Dit werd echter gevolgd door een nieuwe degradatie in 1975. Deze keer kon de club niet meteen terugkeren en speelde vier seizoenen in de tweede klasse. Bij de terugkeer in 1980 werd de club achtste, het volgende seizoen zelfs weer zesde. Het hoogtepunt kwam in 1982 toen de club de vierde plaats haalde, de beste notering sinds 1946 toen de club vicekampioen was. Deze plaats werd het volgende seizoen geëvenaard en in 1984 werd Magallanes nog vijfde, toen was de competitie wel opgesplitst in twee groepen. Het succes kon echter niet behouden worden en in 1986 degradeerde de eerste kampioen van het land voor de derde keer uit de hoogste klasse. Wat niemand kon vermoeden was dat dit ook de laatste keer zou zijn, de eens zo succesvolle club slaagde er niet meer in om een wederoptreden te maken in de Primera División. In 2006 degradeerde de club naar de derde klasse.

## Erelijst
- Primera Divisiòn

Kampioen (4): 1933, 1934, 1935, 1938
- Copa Chile

Winnaar (1): 1937
Barnechea · 
Cobreloa · 
Deportes Copiapó · 
Deportes La Serena · 
Magallanes · 
Deportes Melipilla ·
Ñublense ·
Deportes Puerto Montt · 
Rangers ·
Unión San Felipe · 
San Luis · 
Deportes Santa Cruz · 
Santiago Morning · 
Santiago Wanderers · 
Deportes Temuco · 
Deportes Valdivia